# KIC 8462852

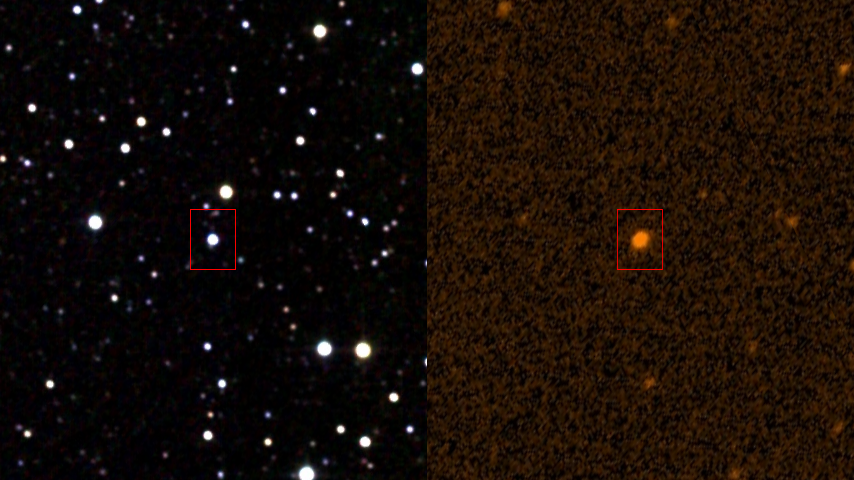
Imatges de l'estel en infraroig i ultraviolat.

KIC 8462852 (en forma epónima anomenada estel de Tabby a causa que inicialment va ser investigada per Tabetha S. Boyajian, o WTF Star, formalment per l'oració (Where's the Flux? en anglès o On està el Flux?), però també una referència a l'argot en anglès WTF), és un estel localitzat entre les constel·lacions de Cygnus i Lyra, aproximadament a 454 pàrsecs (1500 anys llum) de la Terra.
Al setembre de 2015, diversos astrònoms van publicar un article analitzant les estranyes fluctuacions de la llum provinents de l'estel. Mesurar aquestes fluctuacions és una manera comuna de detectar els planetes que orbitan entorn d'estels llunyans. Així i tot, aquest estel va presentar uns canvis de lluminositat excepcionals. La llum observada sembla provenir d'un objecte de gran massa (o molts objectes de massa petita) orbitant l'estel en «formació tancada», els quals suggereixen una sèrie d'hipòtesis estranyes.

## Localització

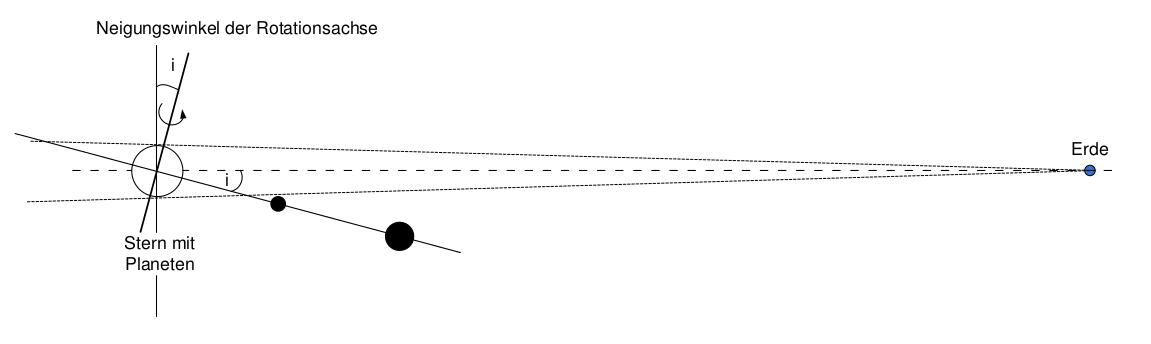
L'angle de visió i la distància del planeta (hipotètic) i de la nostra posició d'observació (Erde és ‘Terra’ en alemany).

KIC 8462852, informalment coneguda com a estel de Tabby, es troba en la constel·lació de Cygnus, més o menys a mig camí entre els grans estels brillants Deneb (α Cyg, α Cygni, Alpha Cygni) i Rukh (δ Cyg, δ Cygni, Delta Cygni). KIC 8462852 està situada al sud de Omicron¹ Cygni (ο¹ Cygni, 31 Cygni), i al nord-est del cúmul d'estels NGC 6866. I encara que està només a uns pocs minuts d'arc de distància al cúmul, és aliè a aquest, situant-se més prop del nostre Sol que del cúmul d'estels. Amb una magnitud aparent de 11,7, l'estel no pot ser vist a simple vista, però és visible amb un telescopi major a 130 mm en un cel fosc amb poca contaminació lumínica. Té una estrella companya classe M2 amb massa de 0,4M☉ a una separació de 2 segons d'arc, no és clar si és un sistema binari.

## Lluminositat
Observacions de la lluminositat de l'estel realitzades pel telescopi espacial Kepler mostren immersions petites, freqüents, no periòdiques en lluentor, juntament amb dues grans immersions registrades en lluentor que semblen ocórrer aproximadament amb 750 dies de diferència. L'amplitud dels canvis en la lluentor de l'estel, i la aperiodicidad dels canvis, signifiquen que aquest estel és d'interès particular per als astrònoms. Els canvis de lluentor de l'estel serien compatibles amb moltes masses petites que orbitarían l'estel en "formació estreta".
La primera depressió important, el 5 de març de 2011, va ocultar la lluentor de l'estel fins a un 15 %, i la següent (el 28 de febrer de 2013) fins a un 22 %. En comparació, un planeta de la grandària de Júpiter només ocultaria un estel d'aquesta grandària en un 1 %, indicant que qualsevol cosa que estigui bloquejant llum durant les depressions importants de l'estel no és un planeta, sinó alguna cosa que cobreix fins a la meitat de l'ample de l'estel. A causa del funcionament incorrecte de dos de les rodes de reacció de Kepler, la pronosticada immersió de l'estel en 750 dies al voltant d'abril de 2015 no va ser gravada; observacions addicionals estan planejades per a maig de 2017.

### Corbes de llum

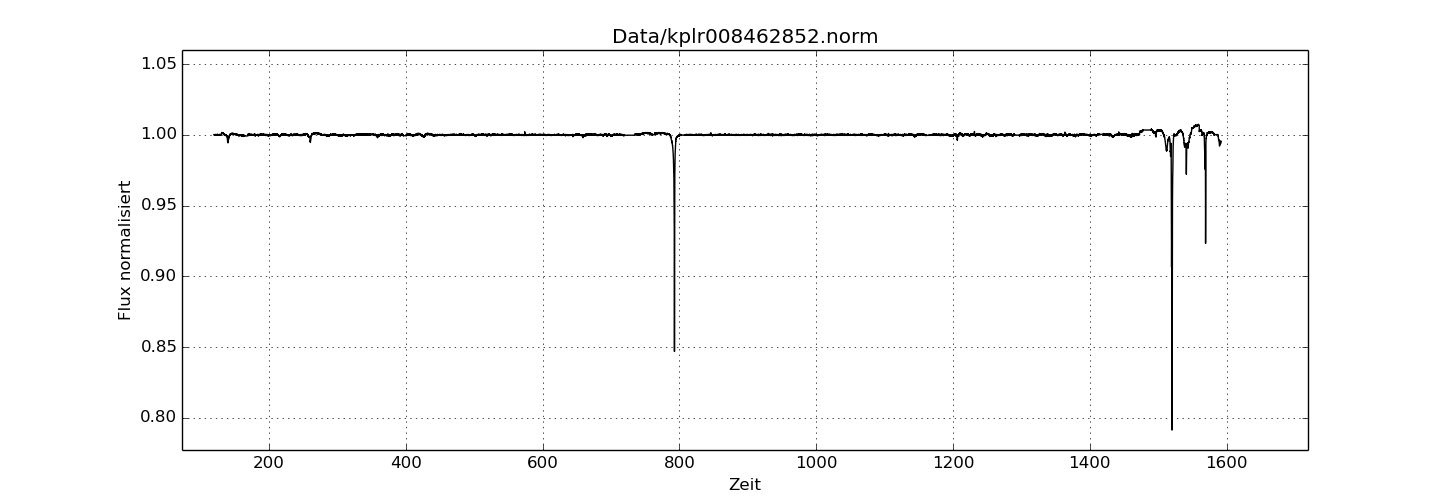
Tot el temps
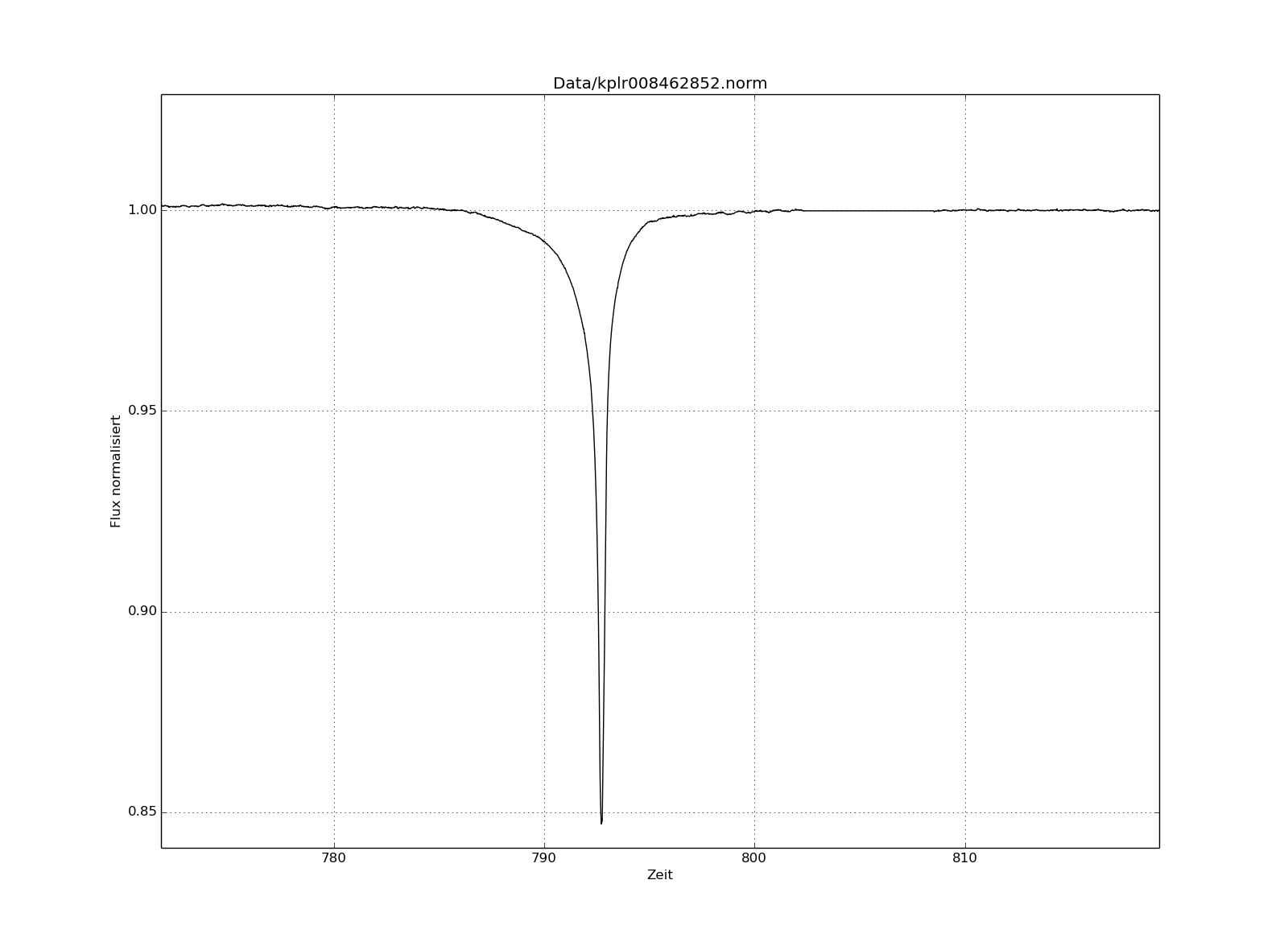
5 de març 2011 (Dia 792 de les observacions de Kepler)
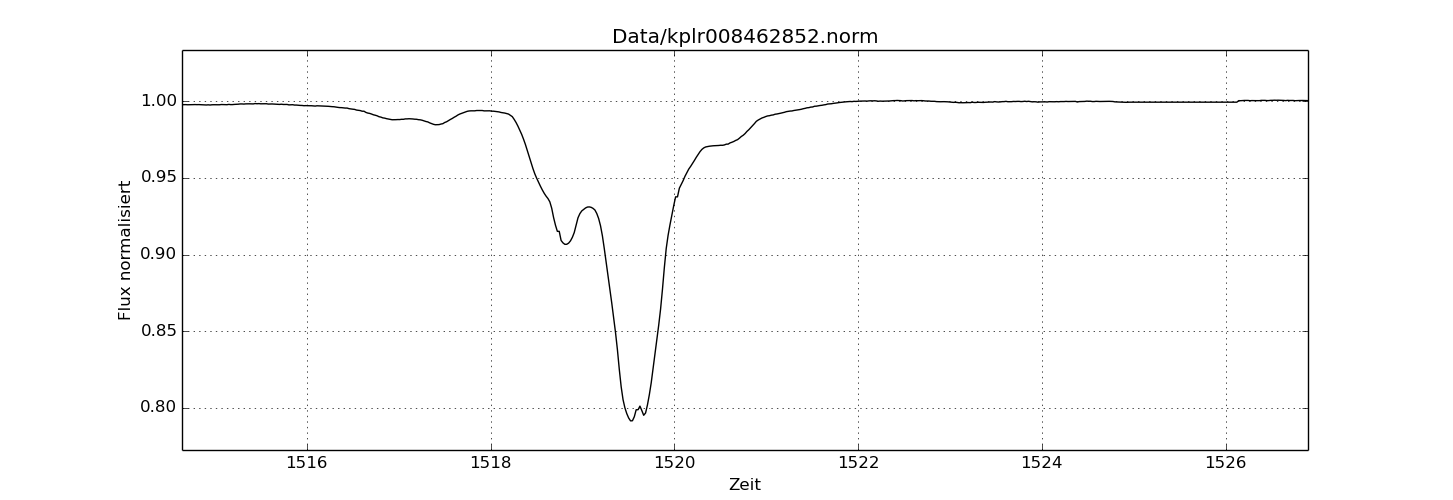
28 febrer 2013 (Dia 1519 de les observacions de Kepler)
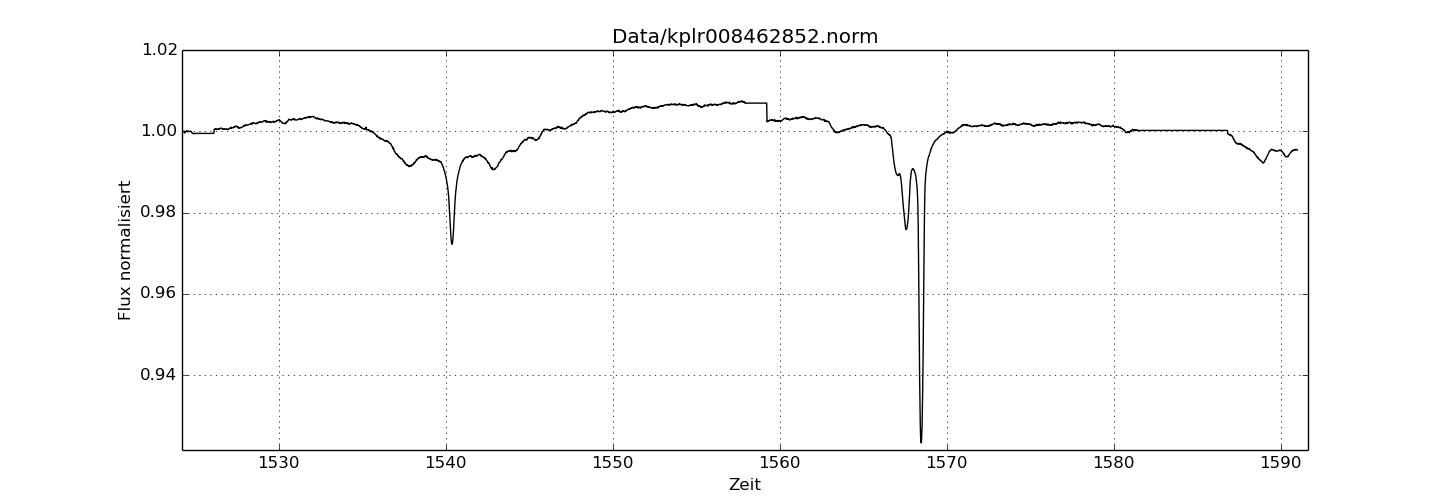
17 abril 2013 (Dia 1568 de les observacions de Kepler)

A més de l'enfosquiment de tot el dia, un estudi d'un segle de plats fotogràfics suggereixen que l'estel s'ha apagat gradualment des de 1890 a 1989 en aproximadament un 20 %, la qual cosa seria alguna cosa sense precedents per a qualsevol estel del tipus F de seqüència principal. No obstant això, obtenir magnituds precises de llarg termini dels arxius fotogràfics és un procediment complex, requerint ajustos per canvis d'equipament, i és fortament depenent en l'elecció d'estels de comparació. Un estudi de contrast, va examinar els mateixos plats fotogràfics i va concloure que la possible atenuació d'un segle de llarg probablement va poder ser artefacte de les dades, i no un esdeveniment astrofísic real. S'espera que les revisions d'arxius fotogràfics addicionals puguin resoldre aquest assumpte.

## Hipòtesi
Els investigadors pensen que l'explicació més probable per a l'estranya fluctuació de llum de l'estel és un gran núvol de pols provinent de estels que orbiten de forma el·líptica. Altres explicacions per a la disminució de lluminositat estel·lar mesura pel telescopi espacial Kepler, es podria deure al fet que l'estel ha capturat recentment un camp d'asteroides, o un camp de restes provinents d'un planeta massiu. Els investigadors van pensar que l'explicació del camp de restes és poc probable a causa de la baixa probabilitat que Kepler sigui capaç de registrar tal esdeveniment. Basat en l'anàlisi espectral i tipus d'estel, els investigadors indiquen que no hi ha cap evidència que els canvis de lluminositat de l'estel puguin atribuir-se a canvis de la mateixa.

### Un estel més jove amb material de coalescència al voltant d'ella

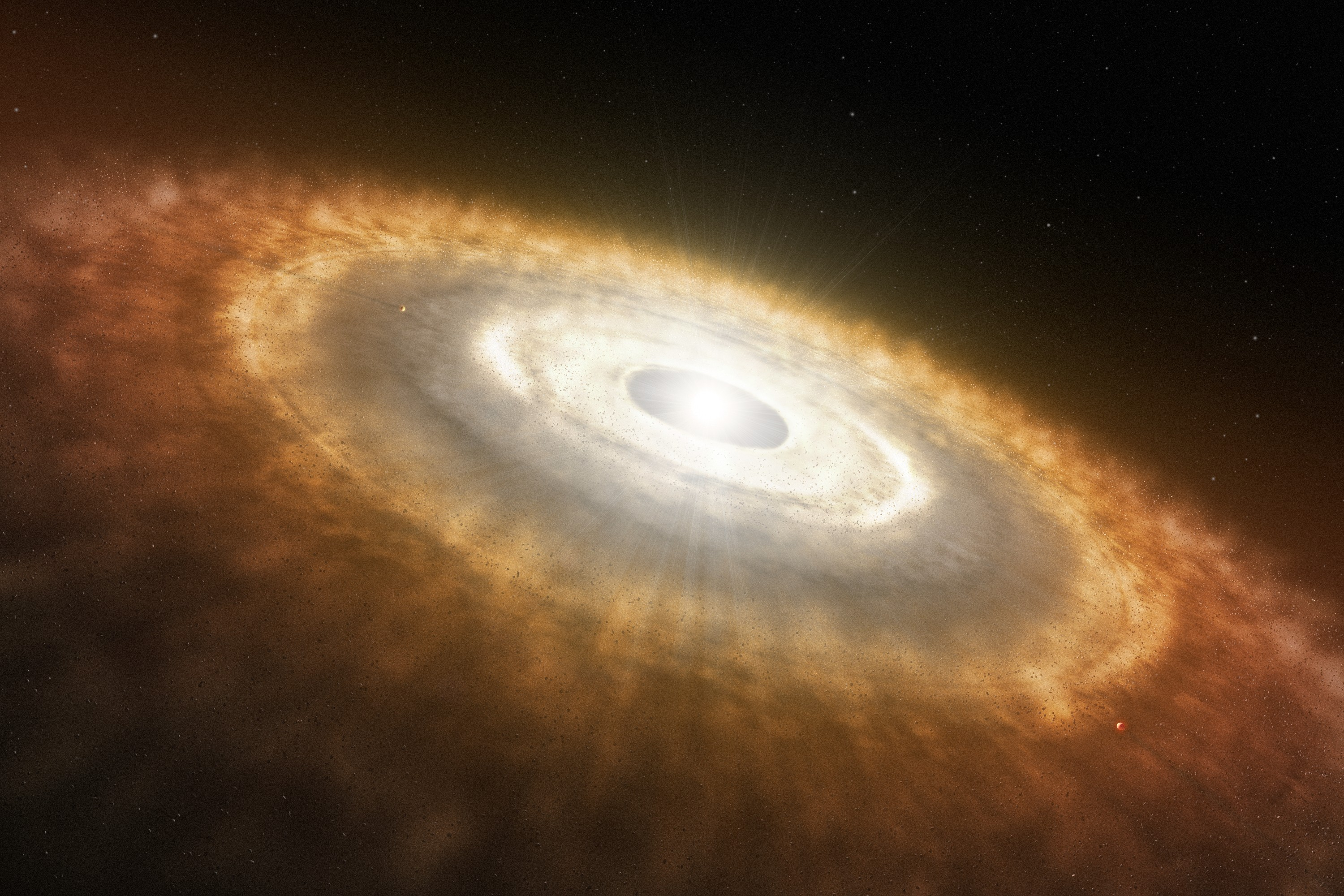
Impressió artística d'un estel jove amb material de coalescència al voltant d'ella.

L'astrònom Jason Wright (qui va ser consultat per Boyajian) i uns altres que han estudiat KIC 8462852 han suggerit en un document de seguiment que si l'estel és més jove del que la seva posició i velocitat suggereix, llavors pot ser que encara tingui material de coalescència al voltant d'ella. Un estudi espectroscòpic de 0,8 a 4,2 micres del sistema utilitzant el Telescopi Infraroig de la NASA (NASA IRTF) no va trobar cap evidència de material de coalescència dins d'unes poques unitats astronòmiques de l'estel central.

### Camp de restes planetaries

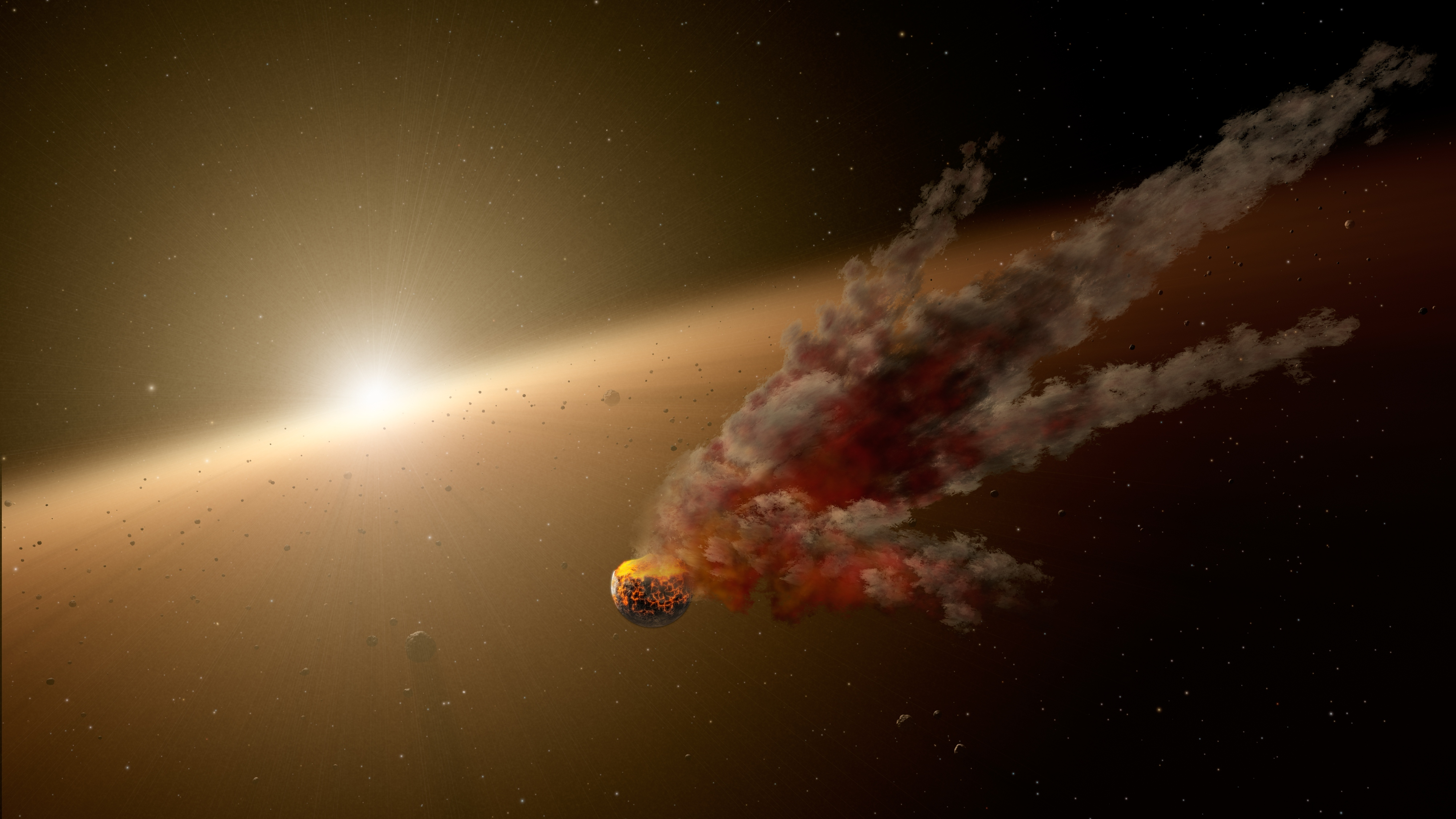
Impressió d'un artista d'una col·lisió massiva amb un protoplaneta.

També s'han realitzat espectroscopíes d'alta resolució i observacions d'imatges, així com anàlisis de distribució d'energia espectral utilitzant el Telescopi Òptic Nòrdic a Espanya. Un escenari de col·lisió massiva crearia pols calenta que brilla en longituds d'ona infraroges, però no s'observa un excés d'energia infraroja, descartant les massives deixalles de col·lisió planetària. Altres investigadors pensen que l'explicació del camp dels enderrocs planetaris és improbable, donada la molt baixa probabilitat que Kepler hagi presenciat tal esdeveniment a causa de la raresa de col·lisions de tal grandària.
Igual que amb la possibilitat de material de coalescència al voltant de l'estel, els estudis espectroscòpics utilitzant el IRTF de la NASA no van trobar evidència de pols propera o matèria circunstel·lar procedent d'un planeta en evaporació o explosió dins d'unes poques unitats astronòmiques de l'estel central. Les dades infraroges passades del telescopi espacial Spitzer de la NASA i de l'explorador de l'exploració de l'infraroig del camp ample no van trobar cap evidència per a un excés de l'emissió infraroja de l'estel, que hauria estat un indicador dels grans de pols calentes que podrien haver vingut de col·lisions catastròfiques de meteorits o de planetes en el sistema. Aquesta absència d'emissió recolza la hipòtesi que un eixam d'estels freds en una òrbita inusualment excèntrica podria ser responsable de la corba de llum única de l'estel, però es necessiten més estudis.

### Un núvol de cometes en desintegració

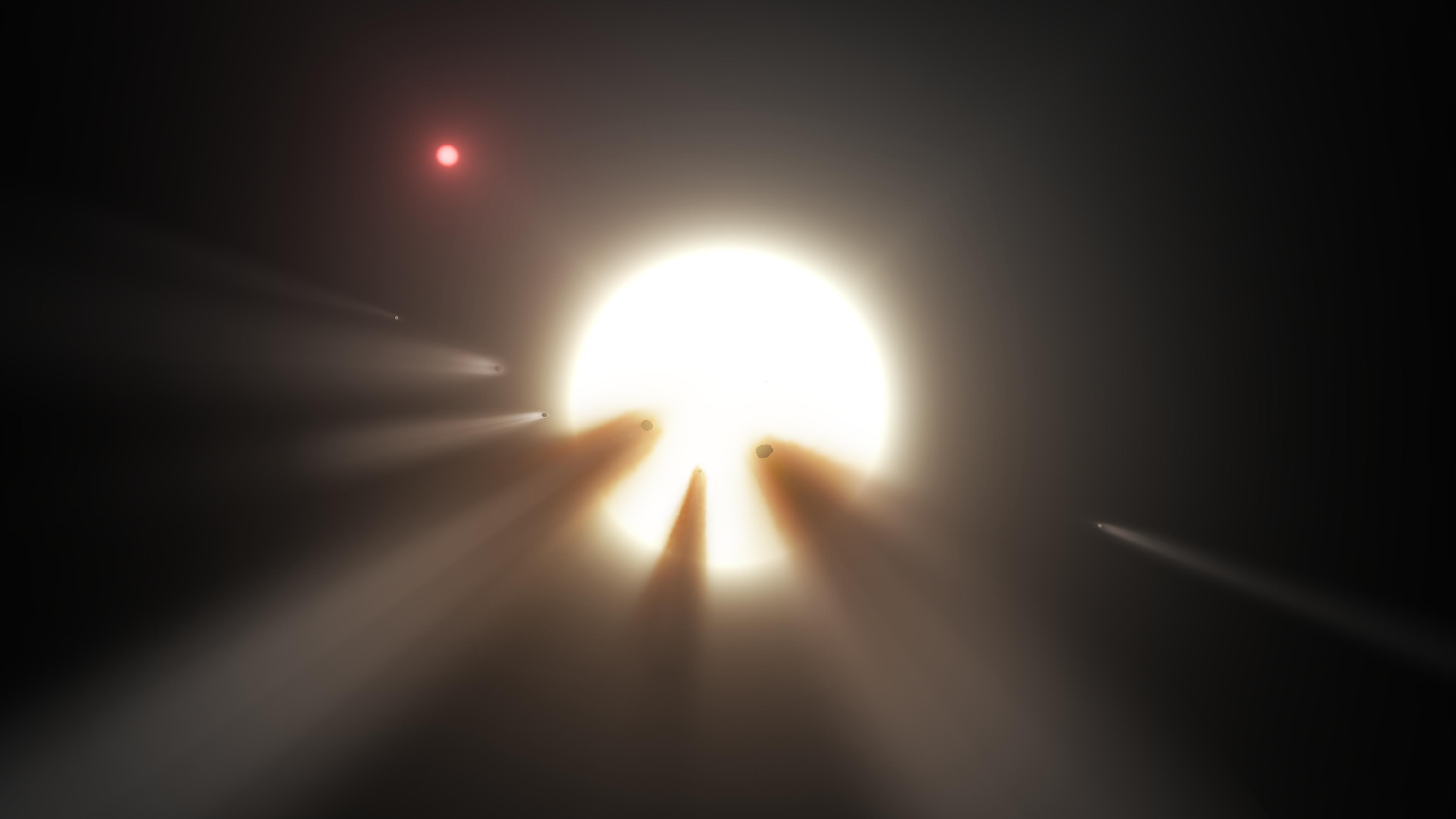
Impressió de l'artista d'un eixam en òrbita de fragments d'estels polvorientos.

Una explicació proposada per a la reducció de llum és que es deu a un núvol d'estels desintegrants que orbiten el·lípticament l'estel. Aquest escenari suposaria que el sistema planetari de la KIC 8462852 té alguna cosa similar al núvol de Oort i que la gravetat d'un estel proper va provocar que els cometes d'aquest núvol caiguin més prop del sistema, obstruint així els espectres de la KIC 8462852. L'evidència que recolza aquesta hipòtesi inclou una nana vermella de tipus M dins de 132 000 milions de quilòmetres (885 ua) de KIC 8462852. No obstant això, la noció que estels pertorbats del núvol podrien existir en nombre prou alt com per enfosquir el 22 % de la lluminositat observada de l'estel, ha estat posada en dubte.
Les observacions de longitud d'ona submil·limètriques que busquen pols freda més llunyà en un cinturó d'asteroides similar al cinturó de Kuiper del Sol suggereixen que és poc probable una explicació disruptiva planetària «catastròfica» llunyana; encara queda per determinar la possibilitat que un cinturó d'asteroides pertorbat comenci a dispersar-se a l'interior del sistema.

### Una megaestructura

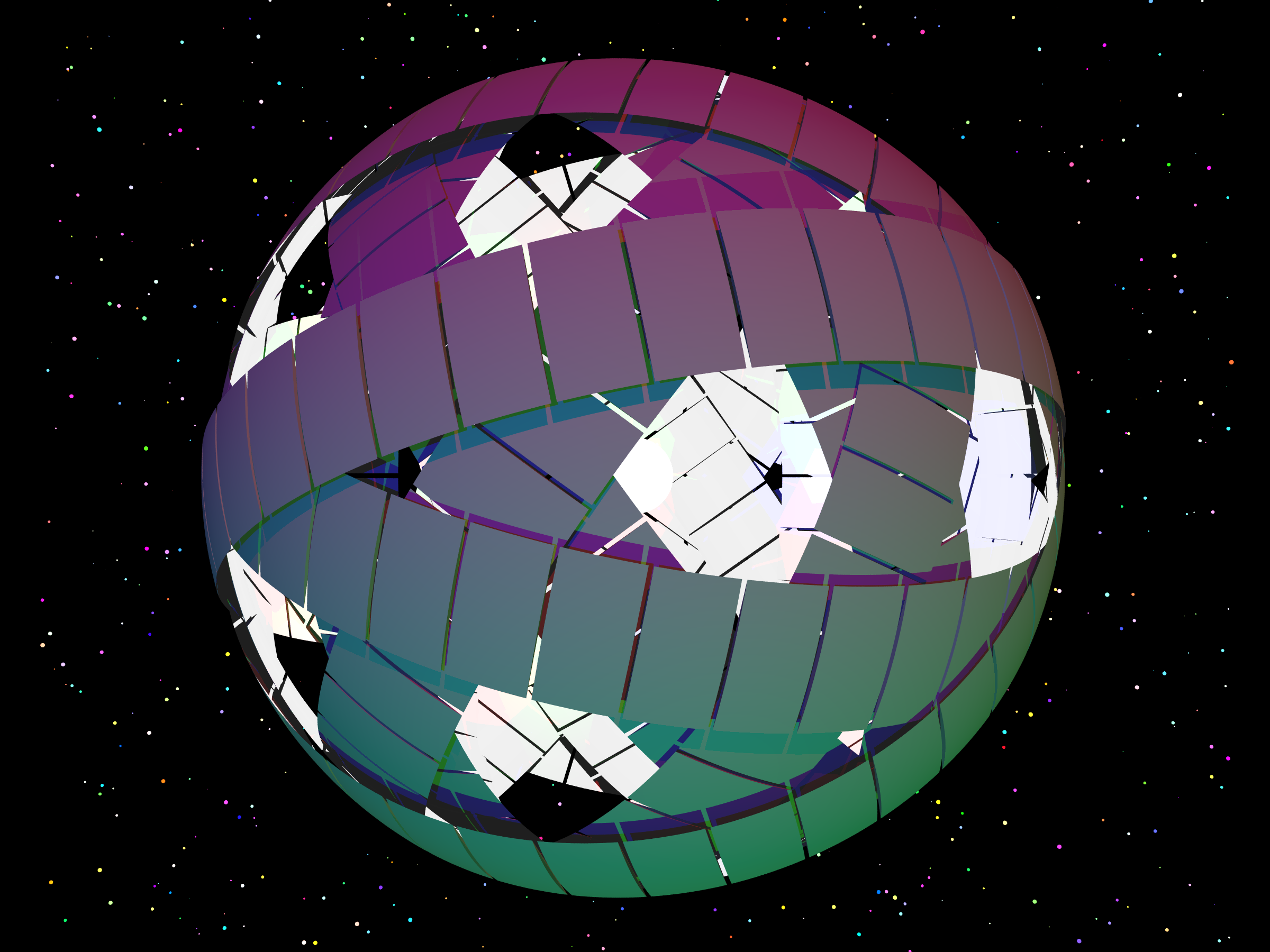
Impressió artística d'una modificació d'un eixam de Dyson.

També s'ha especulat amb altres possibles explicacions. Alguns astrònoms pensen que aquestes observacions serien compatibles amb mega-estructures produïdes per civilitzacions alienígenes, com esferes de Dyson. Per investigar la possibilitat que el comportament inusual de KIC 8462852 sigui deliberat, l'institut SETI ha dirigit el seu conjunt de radiotelescopios Allen Telescope Array durant més de dues setmanes cap a aquest estel i s'han buscat dos tipus diferents de senyals de ràdio: (1) senyals de banda estreta, de l'ordre de 1 Hz d'ample, tal com s'espera que les generarien les societats que volguessin emetre un senyal per anunciar la seva presència. És el tipus de senyal que es busca més sovint en els experiments de SETI. (2) Senyals de banda ampla que podrien deure's a propulsors en el sistema estel·lar. Si hi ha projectes de astroingeniería en marxa realment prop de KIC 8462852, podria ser raonable esperar la presència de naus espacials relacionades amb aquesta activitat. Si les naus fossin impulsades per feixos intensos de microones, part d'aquesta energia podria manifestar-se com una emissió involuntària de banda ampla.

### Consum d'un planeta
Al desembre de 2016, un equip de la Universitat de Colúmbia i la Universitat de Califòrnia a Berkeley van proposar que la KIC 8462852 estaria empassant-se un planeta causant un augment temporal i no observat de la lluentor a causa de l'alliberament d'energia gravitacional. Les restes planetàries encara en òrbita de l'estel llavors explicarien les seves gotes observades en intensitat.

### Variacions caòtiques no equilibrades a causa d'una criticalidad propera
Sheikh et al. (2016) de la Universitat d'Illinois en Urbana-Champaign assenyala que les variacions de lluentor observades de la KIC 8462852 semblen ajustar-se a les "estadístiques d'allau" que se sap que ocorren en un sistema proper a una transició de fase.
Les "estadístiques d'allau" amb un espectre autosimilar o de llei de potència són una propietat universal de sistemes dinàmics complexos que operen prop d'un punt de transició de fase o bifurcació entre dos tipus diferents de comportament dinàmic. Sovint s'observa que aquests sistemes propers a crítics exhibeixen un comportament que és intermedi entre "ordre" i "caos". Sheikh et al. No identifiquen els processos físics específics o paràmetres que estan prop de crítics; No obstant això, observen que altres tres estels al catàleg d'entrada de Kepler també exhibeixen similars "estadístiques d'allau" en les seves variacions de lluentor, i que els tres se sap que són magnèticament actius. Conjeturen que el magnetisme estel·lar pot estar involucrat en KIC 8462852.

### Un planeta anellat gran seguit per eixams de troians
Ballesteros et al. (2017) van proposar un gran planeta anellat arrossegat per un eixam d'asteroides troians al punt Lagrange L5 i van estimar una òrbita que prediu un altre esdeveniment en al començament del 2021 a causa dels principals troians seguits per un altre trànsit de l'hipotètic planeta en 2023. Però el model per al planeta és 4,7 radis Júpiter massa gran per a un planeta, de fet a ~ 0,5 RSol (una nana-M primerenca) hauria de ser fàcilment vist en l'infraroig. L'observació de velocitat radial actual (quatre observacions a σv ≈ 400m s−1) difícilment restringeixen el model, però noves mesures de velocitat radial, reduirien en gran manera la incertesa. El model prediu un esdeveniment discret i de curta durada per a l'episodi d'enfosquiment de maig de 2017, corresponent a l'eclipsi secundària del planeta que passa darrere de KIC 8246852. El model prediu que l'ocultació del cos planetari equivaldria a una disminució del ~3 per cent en el flux estel·lar amb un temps de trànsit de ~ 2 dies, també el model prediu que l'òrbita del planeta és de 12,41 anys o 5.9 ua.

### Processos innats
També s'ha postulat un conglomerat d'activitat magnètica, és a dir, taques solars, rotació diferencial, canvis ocasionals en la distribució de la fotosfera i simplement variació aleatòria en l'eficiència convectiva. Però atès que cap altre estel s'ha observat amb una corba de llum així, i que l'Estel de Tabby està en l'extrem calent dels estels que Kepler observa, pot ser que l'estel de Tabby estigui acostant-se al final de la seva vida convectiva, un exemple de biaix de selecció, o tots dos.

## Estudis de seguiment
El 13 de gener de 2016, segons estudis de la Universitat Estatal de Louisiana, observant plaques fotogràfiques del segle xix, van descobrir que la lluentor de l'estel ha caigut un 19 % en un període de 100 anys. La qual cosa és alguna cosa sense precedents per a una estavella classe F en un període tan curt de temps.

### Resultats SETI
L'anàlisi de les dades no mostra proves de cap dels dos tipus de senyal entre les freqüències de 1 GHz i 10 GHz. Això descarta la presència de transmissors omnidireccionals d'aproximadament 100 vegades el consum total d'energia de la Terra en el cas de senyals de banda estreta i 10 milions de vegades en el cas de senyals de banda ampla. No es van trobar senyals de radi de banda estreta a un nivell de 180-300 Jy en un canal d'1 Hz i o senyals de banda mitjana per sobre de 10 Jy en un canal de 100 kHz.
Entre el 29 d'octubre i el 28 de novembre de 2015 els científics van buscar polsos de fins a una mil milionèsima de segon des de l'Observatori Òptic SETI de Boquete Província de Chiriqui, a Panamà, emprant un telescopi newtonià de 0.5m. El telescopi relativament petit de l'observatori va fer servir un mètode de detecció únic especialment sensible als senyals en forma de polsos sense obtenir resultats concloents. Si uns hipotètics extraterrestres haguessin dirigit polsos intencionats de làser en l'espectre visible cap a la Terra, l'Observatori de Boquete podria haver-los detectat sempre que haguessin superat el nivell mínim detectable pel sistema.
Les observacions continuaran, però fins ara no hi ha proves de senyals de ràdio deliberades en l'adreça de KIC 8462852.

### Transitoris òptics
Els astrònoms que utilitzen la matriu VERITAS van desenvolupar un mètode eficient per buscar transients òptics ultra-ràpids a partir d'objectes astronòmics sensibles a impulsos de nanosegons amb fluxos de fins a 1 fotó m². Aquesta tècnica es va aplicar a la cerca de polsos òptics en observacions d'arxiu fortuït de KIC 8462852, però va trobar que no es va detectar cap emissió.

## Enfosquiment 2017
A partir del 19 de maig de 2017, s'ha detectat una nova caiguda en la lluminositat. S'estan coordinant observacions addicionals. "A les 4 del matí d'aquest matí vaig rebre una trucada telefònica que l'Observatori Fairborn a Arizona havia confirmat que l'estel era un 3 per cent més tènue del que normalment és", va dir Jason Wright en una transmissió en viu. Diversos observatoris, incloent els telescopis Keck i els observatoris aficionats, estan observant i prenent espectres de l'estel. Aquesta caiguda en la lluminositat té una forma complexa i segueix en curs. Espectres inicials amb FRODOSpec en el Telescopi Liverpool de 2 m. no mostren cap evidència d'algun canvi visible entre un espectre de referència i aquesta caiguda en la lluminositat. La immersió actual està mostrant inicialment un patró similar al que va succeir als 759'75 dies de l'esdeveniment 2, època 2 de Kepler.
L'evidència d'un segon esdeveniment d'atenuació es va observar el 13-14 de juny de 2017 per l'astrònom aficionat Bruce Gary. Mentre que la corba de llum dels dies 14 i 15 de juny indicava una possible recuperació de l'esdeveniment d'atenuació, l'atenuació va seguir augmentant després, i el 16 de juny el Dr. Boyajian va escriure que l'esdeveniment s'aproximava a una disminució del 2 % de lluentor.
Es va detectar un tercer esdeveniment prominent d'atenuació de l'1 % a partir del 2 d'agost de 2017, i que es va recuperar el 17 d'agost.
El 5 de setembre de 2017 va començar un quart esdeveniment prominent d'atenuació, i és, al 16 de setembre de 2017, un esdeveniment d'enfosquiment del 2.3 % (o un 3 %), convertint-ho en la "caiguda més profunda d'aquest any".